# قائمة زملاء الجمعية الملكية المنتخبين في 1686
هذه الصفحة تعرض قائمة زملاء الجمعية الملكية المُنتخبين لعام 1686.

## الزملاء
- وليام مولينو
- Clopton Havers [الإنجليزية]‏
- St George Ashe [الإنجليزية]‏